# Habsburg-Laufenburg
Els Habsburg-Laufenburg foren una branca dels Habsburg que van governar a l'Aargau.
El 1223 els Habsburg van heretar els dominis dels comtes d'Homberg al Fricktal; aquestes terren van passar a la meitat del segle XIII a la branca junior dels Habsburg, els Habsburg-Laufenburg quan Albert IV i Rodolf III (fills de Rodolf II) es van repartir els dominis.
Rudolf III (I) (+9 d'octubre de 1249) es va casar amb Gertrudis filla de Lutold VI de Regensberg; van tenir dos fills, un dels quals, Werner, va morir jove (+1353) i l'altra, Godofreu I, va recollir la successió (1249, + 29 de setembre de 1271). Es va casar amb Elisabet de Freiburg i Urach i després amb Adelina d'Urach i Freiburg i fou el pare de:
- Rodolf IV (1270, + Montpeller 22 de gener de 1315), casat amb Elisabet de Rapperswil (+1309) i amb Maria d'Ottingen (+ 1369)
- Rudolf de Dietikon, fill declarat il·legítim, canonge (+ 1309)
- Rudolf, Bisbe de Constança (1274-1293) (+ 1293)
- Otó, (+ després de 1254)
- Eberard I (+1284), casat amb Anna de Kyburg, filla de Hartmann V de Kyburg, tronc dels Kyburg-Berthoud

Rodolf IV fou pare (a més d'un fill Il·legítim, Pere de Dietikon, canonge a Beromünster, + 1349) de Joan I (+ 1337) casat amb Agnes de Werd (+1352) pares de:
- Joan II, comte d'Habsburg-Laufenburg, landgravi de Sisgau i a Neurapperswil (+ 17 de desembre de 1380) casat amb Verena de Neuchatel-Blamont (+1372)
- Rudolf V, comte d'Habsburg-Laufenburg (+1383), casat amb Elisabet de Mentone o amb Isabel Gonzaga
- Godofreu II, senyor de l'Alt-Rapperswil, comte a Klettgau (+ 1375); casat amb Agnes de Teck
- Adelaida (+ vers 1370), casada amb Enric comte de Montfort a Tettnang (+1407/08)
- Anna, monja
- Elisabeth, casada amb Joan II Truchsess de Waldburg (+1424)
- Caterina

El primer, Joan II, fou el pare de Joan III d'Habsburg-Laufenburg, senyor de Rotenberg (+ 1392), i de Verena, casada amb Felip Gonzaga (+1356) i amb Burcard IX de Hohenberg senyor de Nagold.
Rodolf V fou el pare de Joan IV d'Habsburg-Laufenburg, Landgravi a Thurgau, Aargau i Schwarzwald (+18 de maig de 1408) casat amb Agnes comtessa d'[Hohen-]Landenberg-Greifensee; a Ursula, hereva de territoris a Klettgau (+1460), casada a Rudolf de Sulz (+1439); a Agnes, casada amb Donat de Toggenburg (però va tenir un fill il·legítim del seu cunyat Rudolf comte de Sulz; una altra filla de nom desconegut; i un fill il·legítim.
A la mort de Joan IV el 1408 els Habsburg d'Àustria van annexionar el feu com a vacant.